# Liste von Erdbeben
Diese Liste vermittelt Informationen zu Erdbeben in allen Teilen der Erde, die durch historische Berichte überliefert sind oder wegen ihrer Auswirkungen durch Medienberichte bekannt wurden. Das vorangestellte Kartenmaterial zeigt die Konzentration von Erdbebenepizentren entlang der tektonischen Plattengrenzen.
Erdbeben, die sich unterseeisch am Meeresboden ereignen, werden oft auch als „Seebeben“ oder „Meerbeben“ bezeichnet. Treten dabei großflächig Hebungen und/oder Senkungen auf, werden große Volumina Meerwasser ruckartig verschoben. Die hineingesteckte Energie breitet sich über Wasserwellen aus und birgt die zusätzliche Gefahr von Tsunamis an Küsten.

## Karten

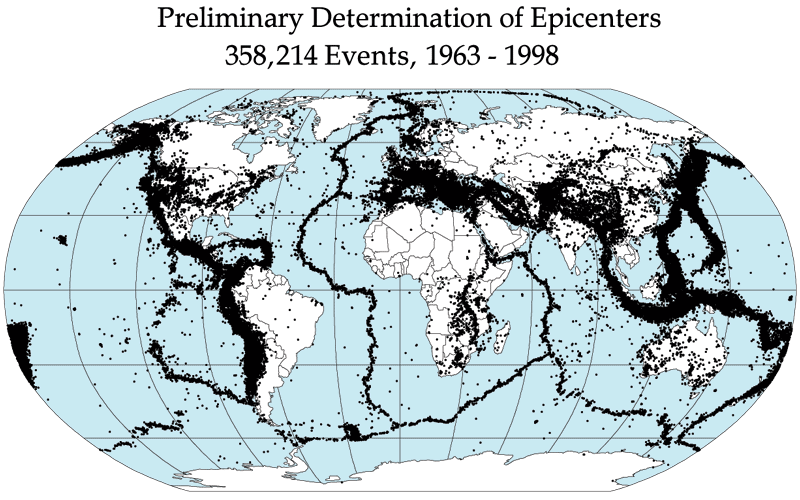
Erdbeben weltweit 1963–1998
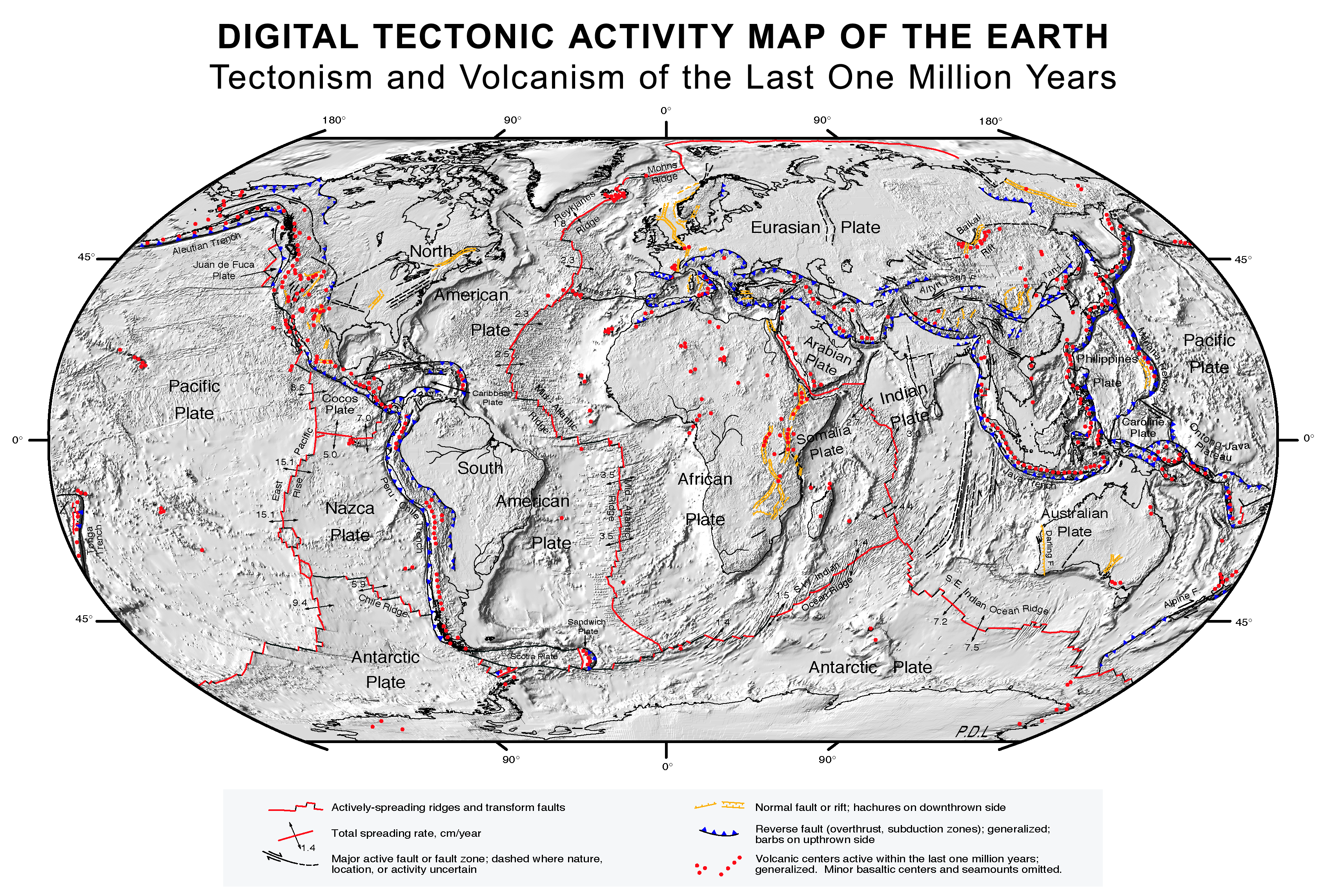
Tektonische Aktivität weltweit
Tektonische Platten in Pastellfarben
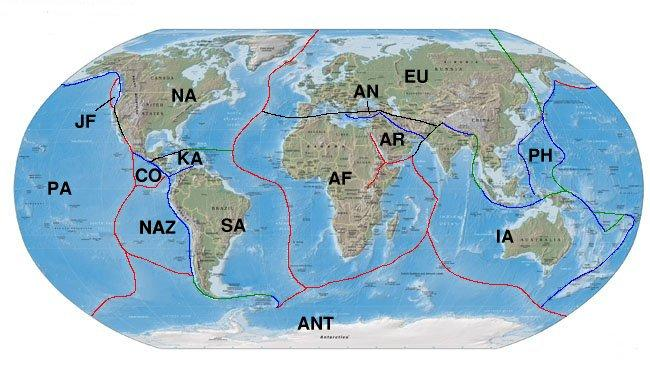
Traditionelle Ansicht der tektonischen Platten

Beim Vergleich der Karten ist die Übereinstimmung der Regionen größter Erdbebenhäufigkeit mit den Grenzen der tektonischen Platte deutlich.

## Liste
Legende:
- T = Tiefe des Erdbebenherdes in km
- M = Magnitude
  - MW = Momenten-Magnitude (W von mechanical work (engl.) Arbeit)
  - MS = Oberflächenwellenmagnitude (S von surface (engl.) Oberfläche)
  - ML = Lokalmagnitude
  - keine Angabe = Art der Magnitude unbekannt
- I = Intensität auf der Modifizierten Mercalliskala
- Q = Quelle der Informationen (s. Abschnitt Einzelnachweise)

### Bis 8. Jahrhundert
| Datum                     | Ort                                               | Land                             | Opfer      | Bemerkungen | T | M     | Q     |
| ------------------------- | ------------------------------------------------- | -------------------------------- | ---------- | --- | - | ----- | ----- |
| 1831 v. Chr.              | Berg Tai Shan in Shandong                         | China                            |            | in den Bambusannalen dokumentiert |   |       |       |
| 464 v. Chr.               | bei Sparta                                        | Griechenland                     | ca. 20.000 | |   |       |       |
| 426 v. Chr.               | Golf von Euböa                                    | Griechenland                     |            | Verwüstung zu beiden Seiten des Golfs, s. Erdbeben im Golf von Euböa 426 v. Chr., Tsunami, möglicherweise zwei Beben                             |   |       |       |
| 373 v. Chr.               | vor Helike und Bura                               | Griechenland                     |            | Tsunami, beide Städte wurden ausgelöscht |   |       |       |
| 224 v. Chr.               | Rhodos                                            | Griechenland                     |            | Der Koloss von Rhodos stürzt ein. |   |       |       |
| 217 v. Chr.               | Alexandria                                        | Ägypten                          | ca. 75.000 | |   |       |       |
| 1. Juni 70 v. Chr.        | Zhucheng, Changle in Shandong                     | China                            | > 6.000    | Erdbeben von Zhucheng und Changle in Shandong 70 v. Chr.                                                                                         |   | ≥ 7,0 | 2     |
| 33 v. Chr.                |                                                   | Römische Provinz Palästina       | 30.000     | |   |       | 2     |
| 17                        |                                                   | Lydien                           |            | Plinius der Ältere und Tacitus erwähnten 13 zerstörte Städte                                                                                     |   |       |       |
| 5. Feb. 62                | Pompeji                                           | Italien                          |            | Zerstörung von Pompeji und anderer Orte in Kampanien                                                                                             |   |       | 2     |
| 76                        | Salamis                                           | Zypern                           |            | Große Zerstörungen in Salamis |   |       | [ 1 ] |
| 13. Dez. 115              | Antiochia (heute Antakya)                         | Römisches Reich, heute Türkei    | ~260.000   | Während des Erdbebens weilte Kaiser Trajan in Antiochia. Tausende starben, Trajan überlebte, s. Erdbeben von Antiochia 115                       |   | 7,5   |       |
| 178 und 180               | Smyrna (heute Izmir) und Pergamon (heute Bergama) | Römisches Reich, heute Türkei    |            | |   |       |       |
| zwischen 243 und 250      | Kaiseraugst                                       | Schweiz                          |            | teilweise Zerstörung der römischen Siedlung Augusta Raurica                                                                                      |   |       |       |
| 4. Jahrhundert            | Petronell-Carnuntum                               | Niederösterreich                 |            | schwere Schäden, römische Stadt Carnuntum wird im 5. Jh. aufgelassen                                                                             |   |       |       |
| 332                       | Salamis                                           | Zypern                           |            | Große Zerstörungen von Salamis |   |       | [ 1 ] |
| 21. Juli 365              | Antiochia (heute Antakya)                         | Oströmisches Reich, heute Türkei | 40.000     | Wahrscheinlich erste Zerstörung des Leuchtturmes von Pharos und Heraushebung der Küstenlinie Westkretas um bis zu 9 m; s. Erdbeben vor Kreta 365 |   |       | 2     |
| Sep. 458                  | Antiochia (heute Antakya)                         | Oströmisches Reich, heute Türkei | 80.000     | |   |       | 2     |
| 21. Mai 512               | Yuanping, Dai in Shanxi                           | China                            | 5.310      | Erdbeben zwischen Yuanping und Dai in Shanxi 512                                                                                                 |   | 7,5   | 2     |
| 518                       | Sagalassos                                        | Oströmisches Reich, heute Türkei |            | Zerstörung von Sagalassos am Fuße des Taurusgebirges                                                                                             |   |       |       |
| 20. Mai 526               | Antiochia (heute Antakya)                         | Oströmisches Reich, heute Türkei | 250.000    | Erdbeben von Antiochia 526 (20.–29. Mai) |   | 7,0   | 2     |
| 29. Nov. 528              | Antiochia (heute Antakya)                         | Oströmisches Reich, heute Türkei | 4.870      | |   | 7,1   | 2     |
| 29. Nov. 533              | Aleppo                                            | Syrien                           | 130.000    | |   |       | 2     |
| 565                       | Antiochia (heute Antakya)                         | Oströmisches Reich, heute Türkei | 30.000     | |   |       | 2     |
| 31. Okt. 588              | Antiochia (heute Antakya)                         | Oströmisches Reich, heute Türkei | 60.000     | |   |       | 2     |
| Mitte des 7. Jahrhunderts | Sagalassos                                        | Oströmisches Reich, heute Türkei |            | endgültige Zerstörung von Sagalassos |   |       |       |
| 26. Apr. 662              | Damghan und Qumis                                 | Iran                             | 40.000     | |   |       | 2     |
| 23. März 734              | Tianshui in Gansu                                 | China                            | ca. 40.000 | Erdbeben nahe Tianshui in Gansu 734 |   | > 7,0 | [ 2 ] |

### 9. Jahrhundert
| Datum        | Ort                   | Land                                                             | Opfer           | Bemerkungen | T  | M   | Q   |
| ------------ | --------------------- | ---------------------------------------------------------------- | --------------- | --- | -- | --- | --- |
| 811          | St Andrews            | Schottland                                                       | 1.400           | |    |     | 2   |
| 23. Nov. 823 | Ferganatal            | Usbekistan                                                       | 15.000          | |    |     | 2   |
| 20. Aug. 843 | Nisa                  | Turkmenistan                                                     | 5.000           | |    |     | 2   |
| 844–847      | Damaskus, Mosul       | Islamisches Kalifat, Provinzen Syrien und Irak                   | 50.000–70.000   | Verschiedene Angaben für Erdbeben im Gebiet von Damaskus und Mosul                                                                                              |    |     | 2   |
| 15. Juli 850 | Rey                   | Islamisches Kalifat, Provinz Persien, heute Iran                 | 45.000          | |    |     | 2   |
| 851          | Dvin                  | Armenien                                                         | 12.000          | | 10 | 5,2 | 2   |
| 22. Dez. 856 | Damghan und Qumis     | Islamisches Kalifat, Provinz Qumis, heute Iran                   | 200.000(?)      | Erdbeben von Qumis 856. Für diesen Monat sind Erdbeben aus Tunesien, Syrien, Ägypten, Jemen, Iran und Griechenland mit jeweils mehreren 10.000 Toten angegeben. |    | 6,5 | 1/2 |
| 9. Juli 869  | vor der Sanriku-Küste | Provinz Mutsu, Japan                                             | 1.000           | Jōgan-Sanriku-Erdbeben 869. Tsunami entlang Ostküste von Tōhoku.                                                                                                |    | 8,6 | 2   |
| 18. Nov. 871 | Wasit                 | Islamisches Kalifat, Provinzen Irak und Persien, heute Iran/Irak | 20.000          | |    |     | 2   |
| 23. Nov. 893 | Ardabil               | Islamisches Kalifat, Provinz Persien, heute Iran                 | 150.000–180.000 | Für 893 sind für das Islamische Kalifat, Provinz Persien (heute Iran), Armenien und die Region des Kaukasus mehrere Erdbeben mit vielen 10.000 Toten angegeben  |    |     | 1/2 |

### 11. Jahrhundert
| Datum         | Ort                    | Land | Opfer          | Bemerkungen                                                        | T  | M   | Q                 |
| ------------- | ---------------------- | --- | -------------- | ------------------------------------------------------------------ | -- | --- | ----------------- |
| 17. Sep. 1007 | Bagdad                 | Islamisches Kalifat, Provinz Irak                                                                          | 10.000–100.000 | Für 1007/1008 sind fünf Erdbeben mit hohen Opferzahlen verzeichnet |    |     | 2                 |
| 10. Dez. 1033 | Ramallah, Gaza, Nablus | Islamisches Kalifat, Provinz Palästina                                                                     | 70.000         |                                                                    |    |     | 2                 |
| 15. Jan. 1038 | Taiyuan in Shanxi      | China | 23.000         | Schwere Zerstörungen im Umkreis von Taiyuan.                       |    |     | [ 4 ] [ 5 ] [ 6 ] |
| 4. Nov. 1042  | Täbris                 | Islamisches Kalifat, Provinz Persien, heute Iran                                                           | 50.000         |                                                                    | 15 | 7,6 | 2                 |
| 1057          | Zhili und Peking       | China | 25.000         |                                                                    |    | 6,8 | 2                 |
| 20. Apr. 1067 | Eilat, Ramla, Damaskus | Islamisches Kalifat; Provinzen Palästina (heute Israel/Palästinensische Autonomiegebiete), Ägypten, Syrien | 25.000         |                                                                    |    | 6,5 | 2                 |

### 12. Jahrhundert
| Datum | Ort                   | Land                                                         | Opfer   | Bemerkungen | T  | M   | Q     |
| ----- | --------------------- | ------------------------------------------------------------ | ------- | --- | -- | --- | ----- |
| 1101  | Khorasan              | Islamisches Kalifat, Provinz Persien, heute Iran             | 60.000  | | 10 | 6,5 | 2     |
| 1117  | Epizentrum bei Verona | Oberitalien, Schweiz                                         |         | Die dem Erdbeben von Verona 1117 zugeschriebenen Schäden, im fast gesamten Mitteleuropa, gehen wahrscheinlich auf mehrere Ereignisse zurück |    |     |       |
| 1137  | Catania               | Italien                                                      | 15.000  | |    |     | 2     |
| 1138  | Aleppo                | Islamisches Kalifat, Provinz Syrien                          | 230.000 | Erdbeben von Aleppo 1138 |    |     | 1     |
| 1139  | Gəncə                 | Islamisches Kalifat, Provinz Persien, heute zu Aserbaidschan | 230.000 | Auch in Syrien soll es 1139 ein Erdbeben mit über 200.000 Toten gegeben haben. Eventuell wurden von frühen Historikern verschiedene Erdbeben der damaligen Zeit vermischt. In den Kreuzrittergeschichten wird zu diesem Zeitpunkt und in dieser Region von gewaltigen Beben berichtet. |    |     | [ 7 ] |
| 1143  | Ningxia               | China                                                        | 10.000  | |    | 6,0 | 2     |
| 1153  | Butrint               | Albanien                                                     |         | |    |     | 2/    |
| 1157  | Damaskus              | Islamisches Kalifat, Provinz Syrien                          | 80.000  | |    |     | 2     |
| 1169  | Syrakus               | Italien                                                      | 16.000  | |    |     | 2     |

### 13. Jahrhundert
| Datum         | Ort                     | Land                                                         | Opfer   | Bemerkungen | T  | M       | Q             |
| ------------- | ----------------------- | ------------------------------------------------------------ | ------- | --- | -- | ------- | ------------- |
| 4. Mai 1201   | Katschberg              | Herzogtum Kärnten, heute Österreich                          |         | Das früheste bekannte Erdbeben in Österreich. | 8  | 6,1     | [ 9 ] [ 10 ]  |
| 20. Mai 1202  | Nablus                  | Islamisches Kalifat, heute Palästinensische Autonomiegebiete | 30.000  | Das Erdbeben wurde in Armenien, Anatolien, im Iran, in Ägypten und zwischen Sizilien und Mesopotamien wahrgenommen. Die genaue Anzahl der Opfer ist unklar. Arabische Quellen sprechen von mehr als einer Million Toten in den Jahren 1201 und 1202. Diese Zahl schließt wahrscheinlich auch die mittelbaren Opfer von Seuchen und Hungersnöten (in der Folge des Erdbebens und anderer Ursachen) mit ein. |    | 6,8–7,5 | [ 11 ]        |
| 1219          | Ningxia                 | China                                                        | 10.000  | |    |         | 2             |
| 11. Mai 1222  | Paphos                  | Königreich Zypern                                            |         | Das Erdbeben auf Zypern 1222 zerstörte Paphos und Limassol fast vollständig und löste im östlichen Mittelmeer einen Tsunami aus. | 15 | 7,0–7,5 | [ 12 ] [ 13 ] |
| 25. Dez. 1222 | Brescia                 | Italien                                                      | 12.000  | |    |         | 2             |
| 8. Mai 1267   | Kindberg                | Herzogtum Steiermark, heute Österreich                       |         | | 8  | 5,4     | [ 9 ]         |
| 27. Sep. 1268 | Adana                   | Königreich Kleinarmenien                                     | 60.000  | |    |         | 1/2           |
| Aug. 1289     | Peking                  | China                                                        | 10.000  | |    |         | 2             |
| 27. Sep. 1290 | Chihli, Innere Mongolei | China                                                        | 100.000 | |    | 6,8     | 1/2           |
| 27. Mai 1293  | Kamakura                | Japan                                                        | 23.024  | |    |         | 2             |
| 3. Sep. 1295  | Churwalden              | Schweiz                                                      | < 500   | | 12 | 6,5     |               |

### 14. Jahrhundert
| Datum         | Ort    | Land                            | Opfer  | Bemerkungen | T | M       | Q            |
| ------------- | ------ | ------------------------------- | ------ | --- | - | ------- | ------------ |
| 20. Okt. 1336 | Khaf   | Islamisches Kalifat, heute Iran | 20.000 | |   | 6,5     | 2            |
| 25. Jan. 1348 | Friaul | Italien                         |        | Auch bekannt als „Das große Villacher Beben von 1348“. Das Erdbeben von Friaul 1348 führte auch zu einem Bergsturz am Dobratsch und zerstörte in Kärnten mindestens elf Burgen (namentlich genannt sind die Ortenburg und Kellerberg). Wiederholt wird eine Opferzahl von 5.000 genannt, worin aber auch die Pesttoten desselben Jahres enthalten sind. | 8 | 6,8     | [ 9 ] [ 14 ] |
| 18. Okt. 1356 | Basel  | Nordschweiz                     | 300    | Einsturz des Münsters; siehe Basler Erdbeben. Stärkstes historisch überliefertes Beben nördlich der Alpen. |   | 6,0-7,1 |              |

### 15. Jahrhundert
| Datum        | Ort                                   | Land                            | Opfer         | Bemerkungen | T | M   | Q |
| ------------ | ------------------------------------- | ------------------------------- | ------------- | ----------- | - | --- | - |
| 1444         | Nemrut Dağı                           | Osmanisches Reich, heute Türkei | 30.000        |             |   |     | 2 |
| 5. Dez. 1456 | Neapel                                | Italien                         | 30.000–40.000 |             |   |     |   |
| 1457         | Palästina, Syrien heute Israel/Syrien |                                 | 30.000        |             |   |     | 2 |
| 1458         | Erzincan, Erzurum                     | Osmanisches Reich, heute Türkei | 32.000        |             |   | 7,5 | 2 |
| 1481         | Dodekanes                             | Griechenland                    | 30.000        |             |   | 7,1 | 2 |
| 1499         | Yunnan                                | China                           | 10.000        |             |   |     | 2 |

### 16. Jahrhundert
| Datum              | Ort                | Land                      | Opfer       | Bemerkungen | T | M       | Q                   |
| ------------------ | ------------------ | ------------------------- | ----------- | --- | - | ------- | ------------------- |
| 14. September 1509 | Istanbul           | Osmanisches Reich         | ca. 13.000  | Erdbeben von Istanbul 1509 |   | 7,2     | [ 15 ]              |
| 26. März 1511      | Balkan             | Slowenien                 | 6.000       | Auswirkungen in Venedig, Padua, Treviso, Udine und anderen Orten | 7 | 6,9     | 2                   |
| 22. Juni 1522      | Almería            | Spanien                   | ca. 2000    | Erdbeben von Almería 1522: Almería wurde fast vollständig zerstört. Das Beben geht wahrscheinlich auf die sogenannte Carboneras Fault Zone (CFZ) zurück, eine „postorogene“ sinistrale transtensive Störungszone am Südostrand des Iberischen Kontinentalblocks. Sedimentstrukturen in Bohrkernen aus dem Golf von Almería und historische Dokumente weisen auf Tsunami-Ereignisse im westlichen Mittelmeer hin, die mit diesem Beben in Verbindung stehen könnten. |   | 6,5–7,0 | [ 17 ] [ 18 ]       |
| 26. Januar 1531    | Lissabon           | Portugal                  | 30.000      | |   |         | 2                   |
| 2. Februar 1556    | Kreis Hua, Yueyang | Nordchina                 | ca. 830.000 | Beim Erdbeben in Shaanxi 1556 sank ein Gebiet zwischen den Provinzen Shaanxi und Gansu ab. Das tödlichste Erdbeben der Menschheitsgeschichte. |   | 8,0     | 1                   |
| 8. Februar 1570    | Concepción (Chile) | Chile                     | 2.000       | Erdbeben von Concepción 1570 |   | 8,3     | 2                   |
| 16. Dezember 1575  | Valdivia           | Chile                     | 1.321       | Erdbeben von Valdivia 1575 |   | 8,5     | 2                   |
| 2. Januar 1582     | Arequipa           | Peru                      |             | |   |         |                     |
| 18. Januar 1586    | Ise                | Japan                     | 8.000       | |   | 8,2     | 2                   |
| 10. Juli 1586      | Lima und Callao    | Peru                      | 22          | Erstes großes Erdbeben nach Stadtgründung, begleitet von Tsunami. Zerstörung von Lima und Callao, viele Verletzte, kaum Tote, da viele Menschen gleich zu Beginn ins Freie flüchten (9. Juli Ortszeit) |   | > 8,0   |                     |
| 15. September 1590 | Ried am Riederberg | Österreich unter der Enns | mehrere     | Auch bekannt als „Neulengbacher Beben“. Das Beben mit den bisher stärksten Auswirkungen auf Wien, forderte mehrere Todesopfer. Das Ereignis geriet in jüngerer Zeit insbesondere im Zusammenhang mit der Volksabstimmung 1978 zum nahen Kernkraftwerk Zwentendorf in den Fokus der Öffentlichkeit. Es steht in Europa beispielhaft für die Erörterung von Standortsicherheitsfragen mithilfe der historischen Erdbebenforschung.                                    | 6 | 5,75    | [ 9 ] [ 19 ] [ 20 ] |

### 17. Jahrhundert
| Datum         | Ort                       | Land                                               | Opfer        | Bemerkungen | T  | M       | Q            |
| ------------- | ------------------------- | -------------------------------------------------- | ------------ | --- | -- | ------- | ------------ |
| 14. Feb. 1614 | Trujillo                  | Peru                                               | 7.000        | Seebeben |    | 8,6     | 2            |
| 25. Okt. 1622 | Ningxia                   | China                                              | 12.000       | |    | 7,0     | 2            |
| 28. Juni 1626 | Shanxi                    | China                                              | 5.000        | |    | 7,0     | 2            |
| 30. Juli 1626 | Neapel                    | Italien                                            | 70.000 (?)   | |    |         | 2            |
| 27. März 1638 | Cosenza, Martirano        | Italien                                            | 19.000       | |    |         | 2            |
| 4. Mai 1639   | Qazvin                    | Iran                                               | 12.000       | |    |         | 2            |
| Feb. 1640     |                           | Ecuador                                            | 5.000        | |    |         | 2            |
| 5. Feb. 1641  | Täbriz                    | Iran                                               | 30.000       | |    |         | 2            |
| 11. Juni 1641 | Caracas                   | Venezuela                                          | etwa 200     | erstes bekanntes Erdbeben in Caracas |    |         |              |
| 13. Mai 1647  | Santiago de Chile         | Chile                                              | etwa 12.000  | 2/3 der Stadt wurden völlig verwüstet |    | 8,5     |              |
| 30. Juli 1649 | Tokio und Nikkō           | Japan                                              |              | |    |         |              |
| 1650          | Cuzco                     | Peru                                               |              | |    |         |              |
| 23. Feb. 1653 | Izmir                     | Osmanisches Reich, heute Türkei                    | 8.000–15.000 | Erdbeben in Izmir 1653 |    |         | 2            |
| 21. Juli 1654 | Tianshui in Gansu         | China                                              | 10.400       | |    | 8,0     | 2            |
| 1656          | Lima                      | Peru                                               | 11.000       | |    |         | 2            |
| 16. Juni 1662 |                           | Mittel- und Süd-Japan                              | 600          | |    |         | 2            |
| 6. Apr. 1667  | Balkan                    | Kroatien                                           | 2.000–4.000  | Erdbeben von Dubrovnik 1667 | 12 | 7,1     | 2            |
| 17. Dez. 1667 | Schemacha (Kaukasus)      | Aserbaidschan                                      | 80.000       | Erdbeben von Şamaxı 1667 |    |         | 1/2          |
| 25. Juli 1668 | Tancheng in Shandong      | China                                              | >50.000      | Weitverbreitetes Auftreten von Erdbeben in China und Korea. Große Schäden in den Gebieten von Linyi und Ju in Shandong, Tancheng wurde komplett zerstört. Erdrutsche, Erdspalten, Sandvulkane. Noch in über 800 km Entfernung spürbar. Es gilt als das stärkste Erdbeben in Ostchina und das zweitstärkste Erdbeben in China.                                                                                 | 36 | 8,5     | /2           |
| 10. Juli 1668 | Anatolien                 | Osmanisches Reich, heute Türkei                    | 8.000–17.500 | Das Erdbeben in Nordanatolien 1668 an der Nordanatolischen Verwerfungszone, verursachte schwere Schäden in Bolu, Kastamonu, Samsun, Tokat und anderen Städten, mit tausenden Toten und viele Nachbeben. Es gilt als das stärkste Erdbeben in der Türkei. |    | 8,1     | 2            |
| 17. Juli 1670 | Hall in Tirol             | Tirol                                              | 9            | Erdbeben im Inntal 1670 | 6  | 5,2     | [ 9 ]        |
| 2. Sep. 1679  | Sanhe und Pinggu in Hebei | China                                              | 13.162       | |    | 8,0     | 2            |
| 20. Okt. 1687 | Lima                      | Peru                                               | 5.000        | | 30 | 8,5     | 2            |
| 10. Juli 1688 | Izmir                     | Osmanisches Reich, heute Türkei                    | 16.000       | Erdbeben in Izmir 1688 |    | 7,0     | 2            |
| 4. Dez. 1690  | ? Villach                 | Friaul/Herzogtum Kärnten, heute Italien/Österreich |              | Erdstöße am späten Abend des 4. Dezember (ein Montag) und in den frühen Morgenstunden des Folgetages, die noch in Wien spürbar waren und in Venedig einige Kaminschlote zum Einsturz gebracht und leichte Schäden an einigen Kirchen verursacht haben sollen. Das Epizentrum lag vermutlich in der Nähe von Villach in Kärnten, von wo auch die stärksten Schäden (Einsturz einiger Häuser) überliefert sind. | 8  | 6,1     | [ 9 ] [ 22 ] |
| 7. Juni 1692  | Port Royal                | Jamaika                                            | etwa 2.000   | Tsunami, Zerstörung weiter Teile von Port Royal |    |         | 1            |
| 11. Jan. 1693 | Sizilien, Kalabrien       | Italien                                            | >60.000      | schweres Vorbeben am 9. Januar, Hauptbeben löste Tsunami aus, totale Zerstörung auf einer Fläche von mehr als 5600 km² im Osten Siziliens und im Südwesten Kalabriens |    | 7,0–7,5 | [ 23 ]       |
| 18. Mai 1695  | Linfen                    | Shanxi                                             | >27.000      | Zahlreiche Todesopfer, schwere Zerstörungen in Linfen und Pingyang |    | 8,0     | /2           |

### 18. Jahrhundert
| Datum         | Ort                                                                                | Land                                         | Opfer           | Bemerkungen | T  | M       | Q            |
| ------------- | ---------------------------------------------------------------------------------- | -------------------------------------------- | --------------- | --- | -- | ------- | ------------ |
| 26. Jan. 1700 | Pazifikküste des heutigen Oregon, Nordkalifornien, Washington und British Columbia | Vizekönigreich Neuspanien, heute USA, Kanada |                 | Kaskadien-Erdbeben von 1700: Tsunami bis Japan |    | 8,7–9,2 | 3            |
| 14. Jan. 1703 | Zentraler Apennin                                                                  | Italien                                      | 40.000          | Ein Nachbeben am 2. Februar forderte in L’Aquila weitere 5.000 Opfer |    |         | 2            |
| 31. Dez. 1703 | Bōsō                                                                               | Japan                                        | 5.233           | Beben südwestlich der Halbinsel Bōsō. Genroku-Erdbeben oder Erdbeben von Jeddo |    | 8,0     | 2            |
| 3. Nov. 1711  | Abruzzen                                                                           | Italien                                      | 15.000          | |    |         | 2            |
| 28. Okt. 1707 | Nankaidō                                                                           | Japan                                        | 40.000          | |    | 8,4     | 2            |
| 1716          | Algier                                                                             | Algerien                                     | 20.000          | Erdbeben im Februar und im Mai; Unklar, welchem Beben wie viele Opfer zuzuschreiben sind |    |         | 2            |
| 29. Sep. 1717 | Antigua Guatemala                                                                  | Guatemala                                    |                 | Antigua Guatemala wurde zerstört |    | 7,2–7,6 | [ 24 ]       |
| 19. Juni 1718 | Tianshui, Tongwei                                                                  | Gansu                                        | 73.000          | Erdrutsche und verbreitete Zerstörung in Tongwei, Ganyu, Jingning, Zhuanglang, Qin’an, Tianshui und anderen Regionen, fühlbar auch in Shanxi, Shaanxi und Henan                                                                                         |    | 7,5     | 1/2          |
| 26. Apr. 1721 | Täbriz                                                                             | Iran                                         | 40.000          | |    | 7,7     | 2            |
| 1. Sep. 1721  | Palermo                                                                            | Italien                                      | 5.000           | |    |         | 2            |
| 18. Nov. 1727 | Täbriz                                                                             | Iran                                         | 77.000          | |    |         | 1            |
| 30. Dez. 1730 | Hokkaidō                                                                           | Japan                                        | 137.000         | |    |         | 2            |
| 11. Okt. 1737 | Kalkutta                                                                           | Indien                                       |                 | Dieses angebliche Beben ist historisch nicht hinreichend belegt. Es gibt angezweifelte Berichte von 300.000 Toten, tatsächlich lebten damals in Kalkutta aber nur 20.000 Menschen. Belegt ist nur ein Wirbelsturm und Überschwemmungen mit 3.000 Toten. |    |         | 2/           |
| 3. Jan. 1739  | Pingluo und Yinchuan in Ningxia                                                    | China                                        | 50.000          | Schwere Zerstörungen in Pingluo, Xinqu und Baofen, Feuersbrünste. Noch in 900 km Entfernung spürbar. |    | 8,0     | 2/           |
| 28. Okt. 1746 | Gebiet von Lima                                                                    | Peru                                         | 5.000           | Tsunami zerstörte die Stadt Callao |    | 8,4     | 1            |
| 25. März 1749 | Valencia                                                                           | Spanien                                      | 5.000           | |    |         | 2            |
| 21. Juni 1752 |                                                                                    | Syrien, Israel                               | 20.000          | |    |         | 2            |
| 2. Sep. 1752  | Kairo                                                                              | Ägypten                                      | 40.000          | |    |         | 2            |
| 7. Juni 1755  | Kaschan                                                                            | Iran                                         | 40.000          | |    |         | 1/2          |
| 1. Nov. 1755  | Lissabon und portugiesische Algarve, marokkanische Atlantikküste                   | Portugal, Marokko                            | 70.000          | Erdbeben von Lissabon 1755: Tsunami bis England |    | 8,7     | 1            |
| 9. Juli 1757  | São Jorge, Azoren                                                                  | Portugal                                     | 1.053           | „Mandado de Deus“. Erdrutsche und Zerstörungen vor allem auf São Jorge, Todesopfer auch auf Pico, Tsunami |    | 7,1–7,4 | 2/           |
| 6. Aug. 1757  | Syrakus                                                                            | Italien                                      | 10.000          | |    |         | 2            |
| 6. Aug. 1757  | Tripoli, Baalbek                                                                   | Libanon, Syrien                              | 30.000          | |    |         | 2            |
| 27. Feb. 1768 | Wiener Neustadt                                                                    | Österreich unter der Enns                    | 0               | Für die damalige Zeit einmalige Schadensbeschreibung unter dem Hofmathematiker Joseph Anton Nagel. | 9  | 5,0     | [ 9 ] [ 29 ] |
| 3. Juni 1773  | Santiago Atitlán                                                                   | Guatemala                                    | 20.000          | erneute Zerstörung der Stadt Antigua Guatemala |    |         | 2            |
| 30. Jan. 1778 | Kaschan                                                                            | Iran                                         | 30.000          | |    |         | 2            |
| 8. Jan. 1780  | Täbriz                                                                             | Iran                                         | 100.000–200.000 | | 20 | 7,7     | 2            |
| 5. Feb. 1783  | Kalabrien                                                                          | Italien                                      | 30.000          | Erdbeben von Kalabrien 1783: Bebenserie vom 5. Februar bis 28. März, rund 300 Dörfer wurden zerstört | 13 | 6,9     | 1/2          |
| 13. Mai 1784  | Arequipa                                                                           | Perú                                         | 383             | Zerstörung der Stadt Arequipa |    | 8,0     | 2            |
| 23. Juli 1784 | Erzincan, Anatolien                                                                | Osmanisches Reich, heute Türkei              | 5.000           | |    |         | 2            |
| 6. Feb. 1794  | Leoben                                                                             | Herzogtum Steiermark, heute Österreich       | 0               | Gute Dokumentation durch eine „Augenscheins-Commission“. | 8  | 4,7     | [ 9 ]        |
| 4. Feb. 1797  | Quito, Riobamba, Latacunga, Ambato                                                 | Ecuador                                      | 40.000          | |    | 7,3     | 2            |
| 4. Dez. 1797  | Cumaná, Cariaco                                                                    | Venezuela                                    | 16.000          | |    |         | 2            |

### 19. Jahrhundert
| Datum                         | Ort                                     | Land                            | Opfer  | Bemerkungen | T      | M       | Q      |
| ----------------------------- | --------------------------------------- | ------------------------------- | ------ | --- | ------ | ------- | ------ |
| 26. Juli 1805                 | Molise, Rosolone, Neapel, Isernia       | Italien                         | 5.000  | |        |         | 2      |
| 1811, 1812                    | New Madrid, Missouri                    | USA                             |        | New-Madrid-Erdbeben von 1811: mehrere Erdbeben bei New Madrid mit erheblichen geologischen Veränderungen des Mississippitales zwischen St. Louis und Memphis (Tennessee)                                                               |        |         | 1      |
| 26. März 1812                 | Caracas                                 | Venezuela                       | 26.000 | | 33     | 7,7     | 1/2    |
| 23. Okt. 1815                 | Pinglu in Shanxi                        | China                           | 13.000 | Schwere Schäden unter anderem in Hedong, Xiezhou, Anyi, Yuncheng, Yuxiang, Pinglu und Ruicheng |        | 6,8     | 2      |
| 22. Nov. 1815                 | Bali                                    | Indonesien                      | 10.253 | | 122    |         | 2      |
| 16. Juni 1819                 | Gujarat                                 | Indien                          | 2.000  | |        |         | 1      |
| 1822                          | Aleppo, Antakya                         | Syrien, Osmanisches Reich       | 20.000 | |        |         | 2      |
| 2. März 1825                  | Blida, Algier                           | Algerien                        | 7.000  | |        |         | 2      |
| 12. Juni 1830                 | Cixian in Hebei                         | China                           | 7.477  | |        | 7,5     | 2      |
| 6. Sep. 1830                  | Songming in Yunnan                      | China                           | 6.700  | |        | 8,0     | 2      |
| 20. Feb. 1835                 | Concepción                              | Chile                           | 5.000  | |        |         |        |
| 1. Jan. 1837                  | Tyros                                   | Libanon                         | 5.700  | |        | 6,4     | 2      |
| 5. Mai 1842                   | Cap Haitien                             | Haiti                           | 5.000  | |        | 8,1     | 2      |
| 8. Feb. 1843                  | Inseln über dem Winde                   | Kleine Antillen                 | 5.000  | | 33     | 8,3     | 1/2    |
| 8. Mai 1847                   | Nagano                                  | Japan                           | 12.000 | | 33     | 7,4     | 2      |
| 22. Sep. 1850                 | Xichang und Puge in Sichuan             | China                           | 20.650 | Opferzahl nicht sicher zu belegen, einige Quellen sprechen von bis zu 135.000 Toten |        | 7,5     | /2     |
| 1851                          | Berat, Elbasan, Tirana, Vlora           | Albanien                        |        | |        |         | 2/     |
| 14. Aug. 1851                 | Melfi                                   | Italien                         | 14.000 | |        |         | 2      |
| 4. Mai 1853                   | Schiraz                                 | Iran                            | 12.000 | |        | 6,5     | 2      |
| 11. Juli 1853                 | Isfahan                                 | Iran                            | 10.000 | |        |         | 2      |
| 23. Jan. 1855                 | Wairarapa „lower North Island“          | Neuseeland                      |        | |        | 8,1–8,2 |        |
| 25. Juli 1855                 | Region um Stalden                       | Schweiz                         | 1      | Zweitschwerstes Erdbeben der Schweizer Geschichte; zwischen St. Niklaus und Visp kam es zu massiven Gebäudeschäden mit zahlreichen Verletzten.                                                                                         | 10     | 6,4     | [ 30 ] |
| 11. Nov. 1855                 | Tokio                                   | Japan                           | 6.757  | |        | 7,0     | 2      |
| 9. Jan. 1857                  | Fort Tejon, Kalifornien                 | USA                             | 1      | Fort-Tejon-Erdbeben 1857 |        | 8,25    | 1      |
| 16. Dez. 1857                 | Basilicata                              | Italien                         | 12.000 | |        | 6,1     | 1/2    |
| 22. März 1859                 | Quito                                   | Ecuador                         | 5.000  | |        |         | 2      |
| 2. Juni 1859                  | Erzurum                                 | Osmanisches Reich, heute Türkei | 15.000 | |        | 6,1     | 2      |
| 21. März 1861                 | Mendoza                                 | Argentinien                     | 18.000 | |        |         | 2      |
| 13. Aug. 1868                 | Arica                                   | Peru (heute Chile)              | 25.000 | Ferdinand von Hochstetter beschreibt die Entstehung des Tsunami | 25     | 8,5–9,0 | 1/2    |
| 16. Aug. 1868                 | Guayaquil, Ibarra, San Pablo            | Ecuador, Kolumbien              | 70.000 | Erdbeben von Ecuador 1868 | 20     | 7,7     | 2      |
| 18. Mai 1875                  | Cúcuta, San Cayetano, Villa del Rosario | Kolumbien                       | 10.000 | | 20     | 7,5     | 2      |
| 1879                          | Durrës                                  | Albanien                        |        | |        |         | 2/     |
| 1. Juli 1879                  | Wudu in Gansu                           | China                           | 22.000 | |        | 8,0     | 2      |
| 3. Apr. 1881                  | Chios                                   | Griechenland                    | 7.866  | Erdbeben von Chios 1881: fast völlige Zerstörung der Stadt Chios |        | 7,3     | 2      |
| 15. Okt. 1883                 | Ayvalık, Urla, Cesme                    | Osmanisches Reich, heute Türkei | 15.000 | |        |         | 2      |
| 25. Dez. 1884                 | Granada                                 | Spanien                         | 900    | Erdbeben von Andalusien 1884 |        | 6,5     | [ 32 ] |
| 1. Sep. 1886                  | Charleston, South Carolina              | USA                             | 60     | Charleston-Erdbeben von 1886 |        | 7,7     | 1/2    |
| 27. Okt. 1891                 | Präfekturen Aichi und Shizuoka          | Japan                           | 7.273  | Mino-Owari-Erdbeben, 17.175 Verletzte, etwa 140.000 zerstörte Häuser |        | 8,0     | 2      |
| 31. Januar und 17. April 1893 | Zakynthos                               | Griechenland                    |        | 2000 Häuser wurden zerstört, weitere 1700 Häuser unbewohnbar, im ländlichen Raum wurden einige Dörfer komplett zerstört. Die Auswirkungen des Bebens mit Zentrum in Zakynthos war die Adriaküste hinauf bis nach Venedig wahrzunehmen. | 51–100 | 6,4     | 2      |
| 17. Nov. 1893                 | Quchan                                  | Iran                            | 18.000 | | 7–17   | 6,6     | 2      |
| 17. Jan. 1895                 | Quchan                                  | Iran                            | 11.000 | |        | 6,8     | 2      |
| 15. Juni 1896                 | Sanriku-Küste                           | Japan                           | 27.122 | Das Meiji-Sanriku-Erdbeben vor der Sanriku-Küste löste einen 23 m hohen Tsunami aus; die Flutwelle überraschte die Bevölkerung während religiöser Feierlichkeiten, mehrere Dörfer wurden zerstört.                                     |        | 8,0     | 2      |
| 10. Sep. 1899                 | Yakutat Bay (Alaska)                    | USA                             |        | Erdbeben in der Yakutat Bay 1899 |        | 8,2     | 2      |

### 20. Jahrhundert
| Datum               | Ort                                 | Land                                                           | Opfer          | Bemerkungen | T     | M            | Q                   |
| ------------------- | ----------------------------------- | -------------------------------------------------------------- | -------------- | --- | ----- | ------------ | ------------------- |
| 13. Feb. 1902       | Schemacha                           | Ostkaukasus                                                    | 86             | andere Quellen nennen etwa 700 Opfer | 15    | 7,2 MS       | 2                   |
| 19. Apr. 1902       |                                     | Süden Guatemalas                                               | 2.000          | | 33    | 7,5 MS       | 2                   |
| 22. Aug. 1902       |                                     | Turkestan                                                      | 2.500          | | 30    | 8,3 MS       | 2                   |
| 16. Dez. 1902       | Andishan                            | Usbekistan                                                     | 4.880          | | 9     | 6,4 MS       | 2                   |
| 28. Apr. 1903       |                                     | Osten des Osmanischen Reiches, heute Türkei                    | 3.560          | |       | 6,3 MS       | 2                   |
| 4. Apr. 1905        | Kangra                              | Norden von Indien                                              | 20.000         | | 60    | 8,6          | 2                   |
| 1. Juni 1905        | Shkodra                             | Westen des Osmanischen Reiches, heute Albanien                 | 120            | | 20    | 6,6          | 2                   |
| 8. Sep. 1905        | Kalabrien                           | Italien                                                        | 557            | |       | 7,9 MS       | 2                   |
| 31. Jan. 1906       |                                     | vor der Küste Ecuadors und Kolumbiens                          | 400–1.000      | Tsunami fordert 400 bis 1000 Opfer. Dem Erdbeben Ecuador-Kolumbien 1906 gingen einige Vorbeben voraus, Nachbeben wurden bis März beobachtet | 35    | 8,8 MW       | 2                   |
| 1. März 1906        | Elbasan                             | Albanien                                                       |                | |       | 6,5 MW       | 2                   |
| 16. März 1906       | Chiayi (jap. Kagi)                  | Taiwan                                                         | 1.300          | |       | 6,8 MS       | 2                   |
| 18. Apr. 1906       | San Francisco                       | USA (Kalifornien)                                              | 3.000          | Erdbeben von San Francisco 1906: etwa 3.000 Tote und 250.000 Obdachlose | 20    | 7,9 MW       | 2                   |
| 17. Aug. 1906       | Valparaíso                          | Chile                                                          | 1.500          | lt. USGS 20.000 Tote | 25    | 8,2 MW       | 1/2                 |
| 14. Jan. 1907       |                                     | Jamaika                                                        | 1.000          | |       | 6,5          | 2                   |
| 21. Okt. 1907       |                                     | Tadschikistan und Usbekistan                                   | 12.000         | | 33    | 8,0 MS       | 2                   |
| 28. Dez. 1908       | Messina, Reggio Calabria            | Italien                                                        | 72.000–110.000 | Erdbeben von Messina 1908: Erdbeben und Tsunami | 10    | 7,2 MW       | /2                  |
| 23. Jan. 1909       | Silakor                             | Westen des Iran                                                | etwa 5.500     | | 33    | 7,7 MS       | 2                   |
| 18. Feb. 1911       | Berg-Badachschan, im Pamir          | Tadschikistan                                                  |                | Bergsturz bildet höchsten Damm der Erde und den Saressee |       | 7,5          |                     |
| 7. Juni 1911        | Michoacán                           | Mexiko                                                         | 45             | | 33    | 7,9 Ms       | [ 36 ]              |
| 16. Dez. 1911       | Guerrero                            | Mexiko                                                         | 28             | | 50    | 7,6 Ms       | [ 37 ]              |
| 9. Aug. 1912        |                                     | europäischer Teil des Osmanischen Reiches, heute Türkei        | 3.000          | Epizentrum im Marmarameer | 60    | 7,8          | 2                   |
| 3. Okt. 1914        | Provinz Burdur                      | Osmanisches Reich, heute Türkei                                | 4.000          | |       | 7,0 MS       | 2                   |
| 13. Jan. 1915       | Avezzano                            | Italien                                                        | 30.000         | Erdbeben von Avezzano 1915 | 10    | 7,5 MS       | 2                   |
| 21. Jan. 1917       | Bali                                | Indonesien                                                     | 1.500          | |       | 6,6 MS       | 2                   |
| 30. Juli 1917       | Yunnan                              | Süden von China                                                | 1.800          | | 33    | 6,8          | 2                   |
| 13. Feb. 1918       | Guangdong                           | Südosten von China                                             | 2.000          | | 23    | 7,3 MS       | 2                   |
| 11. Okt. 1918       |                                     | Puerto Rico                                                    | 116            | Erdbeben bei Puerto Rico 1918 | 15    | 7,1 MW       | 2                   |
| 26. Nov. 1920       | Tepelena                            | Albanien                                                       | 200            | Zerstörung der Stadt Tepelena | 25    | 6,2 MW       | 2/                  |
| 16. Dez. 1920       | Haiyuan in Ningxia                  | China                                                          | 200.000        | Erdbeben von Haiyuan 1920, oft als Gansu-Erdbeben bezeichnet | 17    | 7,8 MW       | 2                   |
| 11. Nov. 1922       |                                     | Grenzgebiet von Argentinien und Chile                          | mehr als 100   | | 25    | 8,5 MW       | 2                   |
| 3. Feb. 1923        | Kamtschatka                         | Sowjetunion                                                    |                | | 19    | 8,3 MW       | 2                   |
| 24. März 1923       |                                     | China                                                          | etwa 3.500     | | 13    | 7,3 MS       | 2                   |
| 25. Mai 1923        |                                     | Iran                                                           | etwa 2.200     | |       | 5,7 MS       | 2                   |
| 1. Sep. 1923        | Region Kantō                        | Japan                                                          | etwa 143.000   | Großes Kantō-Erdbeben 1923 | 25    | 7,9 MW       | 1/2                 |
| 16. März 1925       | Provinz Yunnan                      | China                                                          | 5.000          | | 26    | 7,0 MS       | 2                   |
| 1927                | Durrës                              | Albanien                                                       |                | |       |              | 2/                  |
| 7. März 1927        |                                     | Südwesten von Japan                                            | 3.000          | | 10    | 7,3 MS       | 2                   |
| 22. Mai 1927        | Xining, Provinz Gansu               | China                                                          | 41.000         | | 27    | 7,6 MW       | 2                   |
| 8. Okt. 1927        | Schwadorf                           | Österreich                                                     | 0              | bisher letztes Erdbeben in Österreich mit einer Epizentralintensität von 8 Grad und schweren Gebäudeschäden | 6     | 5,2          | [ 9 ]               |
| 1. Mai 1929         |                                     | Turkmenistan und Iran                                          | 5.800          | | 50    | 7,4 MS       | 2                   |
| 1930                | Himara                              | Albanien                                                       |                | |       |              | 2/                  |
| 5. Mai 1930         |                                     | Süden von Burma                                                | etwa 600       | |       | 7,3 ML       | 2                   |
| 6. Mai 1930         |                                     | Iran                                                           | 1.360          | | 30    | 7,5 MS       | 2                   |
| 23. Juli 1930       | Irpinia                             | Süden von Italien                                              | 1.430          | | 7     | 6,5 MS       | 2                   |
| 1931                | Korça                               | Albanien                                                       |                | |       |              | 2/                  |
| 3. Feb. 1931        | Hawke’s Bay                         | Neuseeland                                                     | 258            | Hawke’s-Bay-Erdbeben von 1931: Zerstörung der Städte Napier, Hastings und Havelock North |       | 7,8 MS       |                     |
| 31. März 1931       | Managua                             | Nicaragua                                                      | 2.500          | |       | 5,6          | 2                   |
| 27. Apr. 1931       | Sangesurkamm                        | Sowjetunion, heute Armenien und Aserbaidschan                  | 2.890          | | 22    | 6,3 MS       | 2                   |
| 10. Aug. 1931       | nahe Koktokay in Xinjiang           | China                                                          | 10.000         | | 25    | 8,0 MW       | 2                   |
| 3. Juni 1932        | Jalisco                             | Mexiko                                                         | etwa 400       | Erdbeben von Jalisco 1932 | 60    | 8,1 MW       | [ 38 ]              |
| 25. Dez. 1932       | Gansu                               | China                                                          | etwa 275       | |       | 7,6 MS       | 2                   |
| 2. März 1933        | Sanriku-Küste                       | Japan                                                          | 3.064          | Shōwa-Sanriku-Erdbeben 1933 | 10    | 8,4 MW       | 2                   |
| 25. Aug. 1933       | Sichuan                             | China                                                          | 10.000         | |       | 7,5 MS       | 2                   |
| 20. Nov. 1933       | Baffin Bay                          | Nordosten von Kanada                                           |                | | 15    | 7,7 Mw       | [ 39 ]              |
| 15. Jan. 1934       |                                     | Indien und Nepal                                               | 10.700         | | 25    | 8,1 MW       | 2                   |
| 21. Apr. 1935       |                                     | Taiwan                                                         | 3.276          | Hsinchu-Taichung-Erdbeben 1935 |       | 6,0 MS       | 2                   |
| 30. Mai 1935        | Quetta, Provinz Belutschistan       | heute Pakistan                                                 | 30.000         | |       | 7,5 MS       | 2                   |
| 16. Juli 1935       |                                     | Taiwan                                                         | 2.746          | | 30    | 6,5 MS       | 2                   |
| 1. Feb. 1938        | Bandasee                            | Indonesien                                                     |                | | 25    | 8,5 MW       | 2                   |
| 25. Jan. 1939       | Chillán                             | Chile                                                          | 28.000         | | 60    | 8,3          | 2                   |
| 26. Dez. 1939       | Erzincan in Anatolien               | Türkei                                                         | 32.700         | Erdbeben von Erzincan 1939, 27. Dezember Ortszeit | 35    | 7,8 MS       | 2                   |
| 19. Nov. 1940       | Bukarest                            | Rumänien                                                       | 1.000          | | 150   | 7,3          | 2                   |
| 20. Dez. 1942       | Niksar, Erbaa                       | Türkei                                                         | 1.000          | |       | 7,3 MS       | 2                   |
| 10. Sep. 1943       | Honshū                              | Japan                                                          | 1.400          | | 10    | 7,4          | 2                   |
| 26. Nov. 1943       |                                     | Türkei                                                         | 4.000          | | 33    | 7,6          | 2                   |
| 15. Jan. 1944       | Provinz Mendoza                     | Argentinien                                                    | 8.000          | | 50    | 7,8          | 2                   |
| 1. Feb. 1944        |                                     | Türkei                                                         | 2.800          | | 33    | 7,4 MS       | 2                   |
| 7. Dez. 1944        |                                     | Japan                                                          | 1.223          | | 30    | 8,1 MW       | 2                   |
| 12. Jan. 1945       | vor der Südküste von Honshū         | Japan                                                          | 2.306          | |       | 7,1 MS       | 2                   |
| 27. Nov. 1945       | vor der Küste von Pakistan          | Britisch-Indien heute Pakistan                                 | 4.000          | | 25    | 8,3          | 1/2                 |
| 25. Jan. 1946       | Sierre                              | Schweiz                                                        | 4              | Erdbeben in der Schweiz 1946: insgesamt 3500 beschädigte Gebäude im Wallis, zahlreiche Nachbeben |       | 5,8 MW       | [ 40 ]              |
| 1. Apr. 1946        | bei Unimak Island                   | USA (Alaska)                                                   | 164            | Ein bis 35 m hoher Tsunami tötete 5 Männer der Leuchtturmbesatzung von Scotch Cap (Unimak Island) und hatte noch auf Hawaii genug Energie, um 159 Opfer zu fordern | 50    | 8,1 MW       | 2                   |
| 31. Mai 1946        | Ustukran                            | Türkei                                                         | 840            | |       | 5,9          | 2                   |
| 23. Juni 1946       | Vancouver Island                    | Kanada (British Columbia)                                      |                | Erdbeben von Vancouver Island | 15    | 7,3 Ms       | [ 39 ]              |
| 4. Aug. 1946        |                                     | Nordostküste der Dominikanischen Republik                      | 1.790          | Erdbeben in der Dominikanischen Republik 1946 | 60    | 8,1 MS       | 2                   |
| 10. Nov. 1946       | Ancash                              | Peru                                                           | 800            | | 12    | 7,3          | 2                   |
| 20. Dez. 1946       | vor der Küste von Shikoku           | Japan                                                          | 1.362          | | 20    | 8,1 MW       | 2                   |
| 28. Juni 1948       | vor der Nordküste von Honshū        | Japan                                                          | 5.131          | | 20    | 7,3          | 2                   |
| 5. Okt. 1948        | Aşgabat                             | Turkmenische Sozialistische Sowjetrepublik, heute Turkmenistan | 110.000        | Erdbeben von Aşgabat 1948, 6. Oktober Ortszeit | 18    | 7,3 MS       | [ 41 ]              |
| 10. Juli 1949       | Chait                               | Tadschikistan                                                  | 12.000         | lt. NOAA 3.500 Tote | 18    | 7,4          | 1/2                 |
| 5. Aug. 1949        | Ambato                              | Ecuador                                                        | 6.000          | Erdbeben in Ecuador 1949 | 60    | 6,8          | 2                   |
| 22. Aug. 1949       | Graham Island                       | Kanada (British Columbia)                                      |                | Erdbeben vor den Queen Charlotte Islands | 25    | 8,1 Mw       | [ 39 ]              |
| 21. Mai 1950        | Cuzco                               | Peru                                                           | 80             | Fast völlige Zerstörung der Stadt Cuzco |       | 6,6          | 2                   |
| 15. Aug. 1950       | Assam                               | Indien                                                         | 1.500          | Assam-Erdbeben 1950 |       | 8,6 MW       | 2                   |
| 6. Mai 1951         | Jucuapa                             | El Salvador                                                    | 1.100          | | 100   | 6,5 MW       | 2                   |
| 21. Juli 1952       | Kern County                         | USA (Kalifornien)                                              | 12             | Kern-County-Erdbeben | 16    | 7,5 MW       | 2                   |
| 4. Nov. 1952        | vor der Ostküste Kamtschatkas       | Sowjetunion                                                    |                | Tsunamis | 45    | 9,0 MW       | 2                   |
| 18. März 1953       |                                     | Westen der Türkei                                              | 1.100          | Tsunamis |       | 7,5 MS       | 2                   |
| 8. Aug. 1953        | Kefalonia, Ithaka, Zakynthos        | Griechenland                                                   | 476            | Erdbeben auf Kefalonia und Zakynthos 1953, fast völlige Zerstörung der Inseln | 20    | 7,3          | 2                   |
| 10. Sep. 1953       | Paphos                              | Britisch-Zypern                                                | 40             | Das Erdbeben auf Zypern 1953 führte zu 40 Todesopfern, sechs Dörfer wurden vollständig zerstört | 20    | 6,5 MS       | [ 42 ]              |
| 9. Sep. 1954        | El-Asnam (ehem. Orleansville)       | Algerien                                                       | 1.250          | Tsunamis | 5     | 6,5 MS       | 2                   |
| 9. Juli 1956        | Ägäis                               | Griechenland                                                   | 50             | ca. 30 m hoher Tsunami | 20    | 7,8 MS       | 2                   |
| 2. Juli 1957        |                                     | Norden des Iran                                                | 1.100          | | 14    | 6,6          | 2                   |
| 9. März 1957        | Andreanof Islands                   | USA (Alaska)                                                   |                | lokal bis zu 23 m hoher Tsunami (75 feet) | 33    | 8,6 MW       | 2                   |
| 13. Dez. 1957       | Sahneh                              | Westen des Iran                                                | 1.100          | |       | 7,1          | 1/2                 |
| 15. Jan. 1958       | Arequipa                            | Peru                                                           | 28             | | 60    | 7,3          | 3                   |
| 9. Juli 1958        | Lituya Bay                          | USA (Alaska)                                                   |                | Das Erdbeben löste einen Megatsunami aus | 35    | 7,8          | 2                   |
| 13. Jan. 1960       | Arequipa                            | Peru                                                           | 63             | | 160   | 7,8 MS       | 2                   |
| 29. Feb. 1960       | Agadir                              | Marokko                                                        | 13.100         | Erdbeben von Agadir 1960 |       | 5,7          | 2                   |
| 22. Mai 1960        | Puerto Montt, Valdivia              | Chile                                                          | 3.263          | Erdbeben von Valdivia 1960: Tsunamiwellen erreichten Hawaii und töteten 61 Personen | 33    | 9,5 MW       | 2                   |
| 1962                |                                     | Mittel-Albanien                                                |                | |       |              | 2/                  |
| 1. Sep. 1962        | Qazvin                              | Iran                                                           | 12.225         | Erdbeben von Buinzahra 1962 | 15    | 7,0 MW       | 2                   |
| 26. Juli 1963       | Skopje                              | Mazedonien                                                     | 1.100          | | 5     | 6,0          | 2                   |
| 13. Okt. 1963       | Kurilen                             | Sowjetunion                                                    |                | | 47    | 8,5 MW       | 2                   |
| 27. März 1964       | Prinz-William-Sund, Valdez          | USA (Alaska)                                                   | 139            | Karfreitagsbeben. Einen Großteil der Opfer forderte der Tsunami (Maximalhöhe ca. 67 m), 15 Tote unmittelbar durch das Erdbeben | 23    | 9,2 MW       | 2                   |
| 16. Juni 1964       | vor der Küste von Niigata           | Japan                                                          | 26             | | 40    | 7,5          | 2                   |
| 4. Feb. 1965        | Rat-Island                          | USA (Alaska)                                                   |                | | 36    | 8,7 MW       | 2                   |
| 19. Aug. 1966       | Varto in Ost-Anatolien              | Türkei                                                         | 2.400          | | 24    | 6,8          | 2                   |
| 1967                | Dibra, Librazhd                     | Albanien                                                       |                | |       |              | 2/                  |
| 14./15. Januar 1968 | Valle del Belice, Sizilien          | Italien                                                        | 370            | Schwere Schäden, 100 Verletzte, 70.000 Obdachlose |       | 6,1          | [ 45 ]              |
| 31. Aug. 1968       | Chorasan                            | Iran                                                           | 12.100         | | 25    | 7,3          | 2                   |
| 28. März 1969       | Alaşehir in der Provinz Manisa      | Westen der Türkei                                              | 53             | | 1,9   | 6,6 MS (ISC) | [ 46 ]              |
| 25. Juli 1969       | Yangjiang in der Provinz Guangdong  | Süden von China                                                | 3.000          | | 5     | 6,4 MS       | 2                   |
| 4. Jan. 1970        | Yunnan                              | China                                                          | 10.000         | Tonghai-Erdbeben 1970 | 31    | 7,8 MS       | 2                   |
| 28. März 1970       |                                     | Westen der Türkei                                              | 1.100          | | 20    | 7,3          | 2                   |
| 31. Mai 1970        | vor der Küste von Chimbote          | Peru                                                           | 66.800         | Erdbeben von Ancash: Yungay wurde durch einen Erdrutsch fast völlig zerstört, weitere Städte wie Huaraz wurden verwüstet. | 43    | 7,9 MW       | 2                   |
| 10. Dez. 1970       |                                     | Grenzgebiet von Peru und Ecuador                               | 82             | Erdbeben in Peru vom 9. Dezember 1970 (Ortszeit) | 25    | 7,2 MW       | 2                   |
| 9. Feb. 1971        | San Fernando Valley bei Los Angeles | USA (Kalifornien)                                              | 65             | San Fernando-Erdbeben von 1971 | 8,4   | 6,6 MW       | /2                  |
| 10. Apr. 1972       |                                     | Iran                                                           | 5.054          | | 11    | 7,2 MS       | 2                   |
| 16. Apr. 1972       | Seebenstein                         | Österreich                                                     | 0              | 800 Feuerwehreinsätze in Wien | 10    | 5,3          | [ 9 ] [ 48 ]        |
| 23. Dez. 1972       | Managua                             | Nicaragua                                                      | 6.000          | 250.000 Obdachlose | 5     | 6,2 MS       | /2                  |
| 10. Mai 1974        | Zhaotong und Daguan in Yunnan       | China                                                          | 20.000         | Daguan-Erdbeben. Das Beben war bis in die Nachbarprovinz Sichuan spürbar. Nach offiziellen Angaben wurden 1.423 Menschen getötet, 1.600 verletzt und 66.000 Gebäude beschädigt, davon 28.000 irreparabel. Andere Schätzungen: bis zu 20.000 Tote. | 11    | 7,1 MS       | /2                  |
| 28. Dez. 1974       |                                     | Pakistan                                                       | 5.300          | | 22    | 6,2 MS       | 2                   |
| 4. Feb. 1975        | Liaoning in der Mandschurei         | China                                                          | 1.300          | Viele Verletzte und großer Schaden im Bereich von Yingkou und Haicheng. Schäden geringeren Ausmaßen wurden aus Seoul in Südkorea gemeldet. Das Beben war auch in der Region Primorje, Sibirien spürbar und in Kyūshū, Japan. Die Behörden ordneten die Evakuierung der Millionenstadt Haicheng am Tag vor dem Beben an, nachdem eine Zunahme von kleineren Erdbeben beobachtet wurde, die am Ende einer monatelangen Periode von Höhenänderungen der Erdoberfläche und des Grundwasserspiegels sowie merkwürdigen Verhaltens von Tieren stattfanden. Schätzungen gehen davon aus, dass ohne die Evakuierung die Opferzahl bei etwa 150.000 gelegen hätte. | 33    | 7,4          | /2                  |
| 6. Sep. 1975        |                                     | Osten der Türkei                                               | 2.400          | | 26    | 6,7 MS       | 2                   |
| 4. Feb. 1976        |                                     | Guatemala                                                      | 22.778         | | 5     | 7,5 MS       | 2                   |
| 6. Mai 1976         | Friaul                              | Italien                                                        | 978            | Erdbeben von Friaul 1976: ca. 2.400 Verletzte | 9     | 6,5 MS       | 2                   |
| 25. Juni 1976       |                                     | Neuguinea                                                      | 442            | 5.000 bis 9.000 Vermisste | 33    | 7,1 MS       | 2                   |
| 28. Juli 1976       | Tangshan                            | China                                                          | 242.000        | Beben von Tangshan 1976: inoffiziell bis zu 800.000 Tote, eines der schlimmsten Beben der Geschichte | 23    | 7,5 MW       | 2                   |
| 16. Aug. 1976       | Mindanao                            | Philippinen                                                    | 8.000          | enorme Schäden durch Tsunamis | 33    | 8,1 MW       | 2                   |
| 24. Nov. 1976       |                                     | Türkei und Iran                                                | 5.000          | | 36    | 7,3 MS       | 2                   |
| 4. März 1977        | Epizentrum bei Vrâncioaia           | Rumänien                                                       | 1.581          | Erdbeben von Vrancea 1977 | 94    | 7,2 Mb       | 2                   |
| 16. Sep. 1978       | Tabas                               | Iran                                                           | 20.000         | Erdbeben bei Tabas 1978 | 33    | 7,8 MS       | 2                   |
| 15. Apr. 1979       | südjugoslawische Küstenregion       | Montenegro und Albanien                                        | 145            | Erdbeben in Montenegro 1979: ca. 100.000 Menschen obdachlos | 10    | 6,9 MS       | [ 53 ] [ 8 ] [ 54 ] |
| 12. Dez. 1979       | Tumaco                              | Kolumbien                                                      | 5.000          | Zerstörung des Gebiets um Tumaco durch Tsunami (Epizentrum im Pazifik) beim Erdbeben von Tumaco 1979, etwa 500 Tote | 10    | 8,1 MS       | 2                   |
| 10. Okt. 1980       | El-Asnam (ehem. Orleansville)       | Algerien                                                       | 5.000          | Zerstörung der Stadt El-Asnam | 10    | 7,3 MS       | 2                   |
| 8. Nov. 1980        | Pazifik vor Nordkalifornien         | USA                                                            | 5              | | 19    | 7,2 MS       | 2                   |
| 23. Nov. 1980       | Kampanien und Basilikata            | Italien                                                        | 2.914          | Erdbeben von Irpinia 1980 | 20    | 6,9 MS       | 2                   |
| 19. Jan. 1981       |                                     | Neuguinea                                                      | 1.500          | | 33    | 6,7 MS       | 2                   |
| 11. Juni 1981       |                                     | Süden des Iran                                                 | 3.000          | Erdbeben bei Golbaf 1981 | 33    | 6,7 MS       | 2                   |
| 28. Juli 1981       |                                     | Süden des Iran                                                 | 3.000          | Erdbeben bei Sirdsch 1981 | 33    | 7,1 MS       | 2                   |
| 13. Dez. 1982       |                                     | Jemen                                                          | 2.800          | | 5     | 6,0 MS       | 2                   |
| 26. Mai 1983        | Akita                               | Norden von Japan                                               | 104            | 14 m hoher Tsunami. Das Epizentrum lag im Japanischen Meer vor der Oga-Halbinsel / Akita. | 24    | 7,7 MS       | /2                  |
| 30. Okt. 1983       | Erzurum                             | Osten der Türkei                                               | 1.342          | | 12    | 6,9 MS       | 2                   |
| 3. März 1985        |                                     | Chile                                                          | 200            | | 33    | 7,8 MS       | 2                   |
| 19. Sep. 1985       | Michoacán                           | Mexiko                                                         | 9.895          | Erdbeben von Mexiko-Stadt 1985: inoffiziell über 30.000 Tote | 28    | 8,1 MS       | 2                   |
| 13. Sep. 1986       | Kalamata                            | Griechenland                                                   | 20             | Erdbeben bei Kalamata 1986 | 11    | 5,8 MS       | 2                   |
| 10. Okt. 1986       | San Salvador                        | El Salvador                                                    | 1.100          | Das Hypozentrum des Bebens war unmittelbar in der Hauptstadt San Salvador. Quellen sprechen von 1000 bis 1500 Toten. | 7     | 5,4 MS       | 2                   |
| 6. März 1987        |                                     | Ecuador                                                        | 5.000          | | 10    | 7,2 MS       | 2                   |
| 20. Aug. 1988       |                                     | Nepal und Indien                                               | 1.450          | | 57    | 6,6 MS       | 2                   |
| 7. Dez. 1988        |                                     | Westen Armeniens                                               | 25.000         | Erdbeben von Spitak 1988: eine Million Obdachlose | 5     | 6,8 MS       | 2                   |
| 17. Okt. 1989       | San Francisco                       | USA (Kalifornien)                                              | 63             | Loma-Prieta-Erdbeben 1989: hohe Sachschäden | 19    | 7,1 MS       | 2                   |
| 18. Apr. 1990       | Kota Gorontalo, Sulawesi            | Indonesien                                                     | 3              | | 26    | 7,6 MW       | 2                   |
| 14. Juni 1990       | Culasi, Panay                       | Philippinen                                                    | 4              | | 18    | 7,1 MS       | 2                   |
| 20. Juni 1990       | Rasht                               | Iran                                                           | 40.000–50.000  | Manjil-Rudbar-Beben: Mehr als 500.000 Obdachlose. Zerstört wurden die Städte Rasht, Manjil und Rudbar sowie 700 Dörfer am Kaspischen Meer. | 19    | 7,7 MS       | 2                   |
| 16. Juli 1990       | Luzon                               | Philippinen                                                    | 2.412          | | 25    | 7,8 MS       | 2                   |
| 29. Apr. 1991       | Großer Kaukasus                     | Norden Georgiens                                               | 270            | 100.000 Obdachlose in den Regionen Innerkartlien/Südossetien, Imeretien und Ratscha; Städte Ambrolauri, Dschawa, Kwaissi, Oni und 700 Dörfer im Gebiet teils stark zerstört; 1,7 Mrd. USD Schaden | 17    | 7,0 MW       | 2                   |
| 19. Okt. 1991       |                                     | Norden Indiens                                                 | 1.500          | | 10    | 7,0 MS       | 2                   |
| 13. März 1992       | Erzincan in Anatolien               | Türkei                                                         | 498            | | 27    | 6,9 MS       | 2                   |
| 28. Juni 1992       | Kalifornien                         | USA                                                            | 3              | Landers-Erdbeben 1992 | 7,5   | 7,3 MW       | 2                   |
| 12. Okt. 1992       | Großraum Kairo                      | Ägypten                                                        | 560            | Epizentrum lag 18 km südlich des Stadtzentrums von Kairo bei Dahschur. Neben den Todesopfern gab es mehrere Tausend Verletzte und ca. 300.000 Menschen verloren ihr Heim oder ihren Arbeitsplatz. Der geschätzte materielle Schaden betrug mehr als 1 Mrd. US-Dollar. Gemessen an der relativ geringen Stärke des Bebens eine verheerende Bilanz. | 25    | 5,3 MS       | [ 57 ]              |
| 12. Dez. 1992       | bei Flores                          | Indonesien                                                     | 2.500          | Tsunami bis zu 25 m | 28    | 7,8 MW       | 2                   |
| 12. Juli 1993       | Hokkaidō                            | Norden von Japan                                               | 230            | 32 m hoher Tsunami bei Okushiri. Das Epizentrum lag im Japanischen Meer in der Nähe von Hokkaidō. | 17    | 7,7 MS       | 2                   |
| 30. Sep. 1993       | Maharashtra                         | Indien                                                         | fast 10.000    | | 7     | 6,2 MW       | 2                   |
| 17. Jan. 1994       | Los Angeles                         | USA (Kalifornien)                                              | 72             | Northridge-Erdbeben 1994: einer der teuersten Versicherungsfälle der 2. Hälfte des 20. Jahrhunderts | 18    | 6,7 MW       | 2                   |
| 17. Jan. 1995       | Kōbe                                | Japan                                                          | 6.433          | Erdbeben von Kōbe 1995 | 22    | 6,9 MW       | 2                   |
| 27. Mai 1995        | Neftegorsk                          | Russland                                                       | 1.989          | | 11    | 7,1 MS       | 2                   |
| 3. Feb. 1996        | Lijiang, Provinz Yunnan             | China                                                          | 322            | 3.925 Schwer- und 13.000 Leichtverletzte. Etwa 358.000 Häuser zerstört und 654.000 beschädigt, mehr als 320.000 Obdachlose. Maximale Intensität in Lijiang. Komplexes Ereignis. | 11    | 6,6 MS       | /2                  |
| 10. Mai 1997        |                                     | Ostiran                                                        | 1.728          | inoffiziell 3.000 Tote | 10    | 7,2 MW       | 2                   |
| 30. Mai 1998        | Badakhshan                          | Afghanistan                                                    | 4.000          | | 33    | 6,6 MW       | 2                   |
| 7. Juli 1998        | Faial, Azoren                       | Portugal                                                       | 8              | 150 Verletzte, 1500 Obdachlose | 10    | 6,1 MW       | [ 58 ]              |
| 17. Juli 1998       |                                     | Papua-Neuguinea                                                | 2.183          | Alle Opfer durch Tsunami an der Nordküste | 10    | 7,0 MW       | 2                   |
| 25. Jan. 1999       | Armenia (Quindío)                   | Kolumbien                                                      | 1.885          | | 17    | 6,2 MW       | 2                   |
| 15. Juni 1999       |                                     | Mexiko                                                         | 20             | | 70    | 7,0 MW       | 2                   |
| 17. Aug. 1999       | Gölcük (Kocaeli) nahe İzmit         | Türkei                                                         | 18.373         | Erdbeben von Gölcük 1999: Zahl der Toten umstritten, 50.000 Verletzte. | 17    | 7,6 MW       | 2                   |
| 7. Sep. 1999        | Athen                               | Griechenland                                                   | 143            | Erdbeben von Athen 1999 | 10    | 6,0 MW       | 1                   |
| 21. Sep. 1999       | Taiwanisches Zentralgebirge         | Taiwan                                                         | 2.400          | Jiji-Erdbeben, vier starke Nachbeben innerhalb von vier Stunden, 50.000 Verletzte | 33    | 7,7 MW       | 2/3                 |
| 30. Sep. 1999       | Oaxaca                              | Mexiko                                                         | 33             | | 61    | 7,5 MW       | 2                   |
| 16. Okt. 1999       | Kalifornien                         | USA                                                            | 0              | Hector-Mine-Erdbeben 1999 | 14    | 7,1 MW       | [ 59 ] [ 60 ]       |
| 4. Juni 2000        | Sumatra                             | Indonesien                                                     | 103            | | 33    | 7,7          | 3                   |
| 16. Nov. 2000       | Neubritannien                       | Papua-Neuguinea                                                | 2              | zwei Hauptbeben, das zweite wiederum aus zwei Erdstößen | 30/33 | 8,2/7,8      | 3                   |